# 田中隆文
田中 隆文（たなか たかふみ、1955年3月14日 - ）は日本の伝統音楽の雑誌編集者でコーディネーター。有限会社邦楽ジャーナル代表取締役、「邦楽ジャーナル」編集長。

## 略歴
大阪生まれ。東京、横浜と引越し、関西大学社会学部に入学。卒業と同時に株式会社邦楽社に入社。様々なジャンルの楽譜版下製作、雑誌「季刊邦楽」の取材を担当。NHKカセット「尺八のすべて第1集 - 第3集」「箏のおけいこ」の編集は労作。
1986年7月、邦楽社退社。
1987年1月、月刊誌「邦楽ジャーナル」を創刊。全国の邦楽情報を集めた初めての邦楽情報誌として注目を集める。情報と同時に邦楽界の諸問題に切り込む。また、一般レコード店での流通が難しいCDの誌上販売を開始。
1999 - 2005年、「邦楽ジャーナル倶楽部・和音」を杉沼左千雄と日暮里駅前に開業。日本初の邦楽専門ライブハウスとしてテレビ・ラジオ・新聞等で大きく報じられる。
2001 - 2010年、邦楽界最大規模の総合イベント「日本の音フェスティバル」（JASRAC主催）を企画制作、全国で展開。全ジャンルを網羅した邦楽ショーケース、邦楽器体験ワークショップはその後各地で催される邦楽イベントの先駆けとなる。
2004 - 2007年、津軽三味線と太鼓の月刊情報誌「バチバチ」を発行（編集長・織田麻有佐）。
2006 - 2010年、ニューヨークを中心に全米各地で「Hogaku：New Sounds of Japan」（国際交流基金主催）をプロデュース、同時に講演。毎回、数組の若手を起用して現在進行形の新しい邦楽を提示。これによって若手の海外進出が多数実現する。
2006 - 2018年、邦楽アソシエーションを創設して全国邦楽器商工業組合連合会の月刊機関紙「和楽器文化」を発行。
2010年、山崎直子宇宙飛行士に依頼された「宇宙箏」を福山の小川楽器に製作してもらい、スペースシャトル・ディスカバリー号に搭載。4月12日に宇宙ステーションの日本実験棟「きぼう」で演奏が実現し、衛星中継される。
2012 - 2017年、野坂操壽・沢井一恵「箏―ふたりのマエストロ」コンサート全国ツアー企画・制作。
2012年5月、京都で国際尺八コンクールを主催。
2018年8月、ロンドンで国際尺八コンクールを主催。
邦楽の様々なコンクールの審査委員、助成コンサートの評価委員などを務める。